# Pryszlaki
Pryszlaki (ukr. Пришляки, Pryszlaky) – wieś na Ukrainie w rejonie pustomyckim obwodu lwowskiego.

## Historia
Pod koniec XIX w. grupa domów wsi Obroszyn w powiecie gródeckim.